# أبدولينو
أبدولينو (بالروسية: Абдулино) هي إحدى مدن روسيا في الكيان الفدرالي الروسي أورنبرغ أوبلاست.